# Ruizodendron
Ruizodendron là chi thực vật có hoa trong họ Annonaceae.

## Các loài
- Ruizodendron ovale (Ruiz & Pav.) R.E.Fr., 1936: Khu vực Amazon thuộc Brasil đến Bolivia, Peru, Ecuador và Colombia.[2]